# Органические дисульфиды
Органические дисульфиды — сераорганические соединения общего состава R-S-S-R', которые содержат в молекулах два атома серы, связанных друг с другом. Дисульфиды могут рассматриваться как органические производные дисульфана H2S2.

## Номенклатура
Название органических дисульфидов образуется как из названий углеводородных остатков, присоединённых к атомам серы дисульфидной группы, так и из названия алкана, два соседних атома углерода которого замещены на атомы серы, с приставкой дитиа-.
{\displaystyle {\mathsf {CH_{3}{\text{-}}S{\text{-}}S{\text{-}}CH_{3}}}}: диметилдисульфид (2,3-дитиабутан)
{\displaystyle {\mathsf {CH_{3}{\text{-}}S{\text{-}}S{\text{-}}CH_{2}{\text{-}}CH_{3}}}}: метилэтилдисульфид (2,3-дитиапентан)
{\displaystyle {\mathsf {(CH_{3})_{2}CH{\text{-}}S{\text{-}}S{\text{-}}CH(CH_{3})_{2}}}}: диизопропилдисульфид (2,5-диметил-3,4-дитиагексан)
Кроме ациклических дисульфидов существуют также моноциклические и полициклические дисульфиды. Первые называются дитиациклоалканами, вторые — эпидитиациклоалканами.

## Строение
Молекулы дисульфидов имеют зигзагообразную форму, а двугранный угол R-S-S-R равен ~90° (80-100°). Связь S-S (энергия диссоциации 276 кДж/моль) прочнее связей O-O (200 кДж/моль), Se-Se (190 кДж/моль), что объясняется вкладом p-π- и d-π-взаимодействий. Однако S-S связь способна разрываться при действии УФ-облучения с образованием тиильных радикалов:
{\displaystyle {\mathsf {R{\text{-}}S{\text{-}}S{\text{-}}R{\xrightarrow[{}]{h\nu }}2RS\cdot }}}
В УФ-спектрах дисульфидов максимум поглощения наблюдается в области 240—280 нм, в ИК-спектрах валентные колебания связи S-S находятся в области 470—503 см-1. В ЯМР-спектре диметилдисульфида химический сдвиг протонов метильной группы находится в области 2 м.д.

## Физические и химические свойства
Низшие алифатические дисульфиды представляют собой жидкости с отвратительным запахом и высокими температурами кипения. Растворимы в органических растворителях, нерастворимы в воде.
Химические свойства органических дисульфидов проистекают из непрочности связи S-S. Дисульфиды способны превращаться в тиолы с разрывом дисульфидной связи при действии восстановителей (гидриды металлов, гидросульфит натрия):
{\displaystyle {\mathsf {R{\text{-}}S{\text{-}}S{\text{-}}R{\xrightarrow[{}]{LiAlH_{4}}}2RSH}}}
При действии сильных окислителей дисульфиды окисляются до сульфиновых кислот и сульфокислот. Мягкие окислители последовательно окисляют дисульфиды до тиолсульфинатов, тиолсульфонатов, дисульфонов и сульфокислот:
При действии галогенов и сульфурилгалогенидов также происходит окислительное расщепление дисульфидной связи:
{\displaystyle {\mathsf {R{\text{-}}S{\text{-}}S{\text{-}}R{\xrightarrow[{}]{Cl_{2}/SO_{2}Cl_{2}}}RSCl}}}
{\displaystyle {\mathsf {R{\text{-}}S{\text{-}}S{\text{-}}R{\xrightarrow[{}]{Cl_{2},H_{2}O}}RSO_{2}Cl}}}
{\displaystyle {\mathsf {R{\text{-}}S{\text{-}}S{\text{-}}R{\xrightarrow[{}]{Cl_{2},CH_{3}COOH}}RSOCl}}}

## Получение
Синтез органических дисульфидов можно осуществлять несколькими способами.

### Синтез из тиолов
При фотолизе тиолов образуются соответствующие дисульфиды. При фотолизе тиолов в смеси с дисульфидами получаются смешанные дисульфиды:
{\displaystyle {\mathsf {C_{2}H_{5}SH{\xrightarrow[{}]{h\nu }}C_{2}H_{5}S\cdot +H\cdot }}}
{\displaystyle {\mathsf {C_{2}H_{5}S\cdot +CH_{3}SSCH_{3}\rightarrow C_{2}H_{5}SSCH_{3}+CH_{3}S\cdot }}}
{\displaystyle {\mathsf {C_{2}H_{5}S\cdot +CH_{3}\cdot \rightarrow CH_{3}SSC_{2}H_{5}}}}
Действие мягких окислителей (иод, пероксид водорода, трихлорид железа и др.) на тиолы приводит к дисульфидам:
{\displaystyle {\mathsf {2RSH+I_{2}\rightarrow RSSR+2HI}}}
Тиолы окисляются в дисульфиды также при окислении кислородом воздуха в присутствии ионов металлов переменной валентности в качестве катализаторов, действии УФ-излучения и радикальных инициаторов:
{\displaystyle {\mathsf {4RSH+O_{2}{\xrightarrow[{}]{Cu^{2+}}}2RSSR+2H_{2}O}}}

### Синтез с участием элементной серы
Реакция серы с натрием и алкилиодидами в жидком аммиаке является одним из препаративных методов:
{\displaystyle {\mathsf {RI+2Na+2S{\xrightarrow[{}]{NH_{3}}}RSSR+2NaI}}}
Реакция серы с алкилгалогенидами в присутствии алкоксидов:
{\displaystyle {\mathsf {RCH_{2}Hal{\xrightarrow[{}]{nS,\ RO^{-}}}(RCH_{2})_{2}S_{n},\ \ n=2,3}}}
Нагревание серы с ненасыщенными углеводородами позволяет получать циклические дисульфиды наряду со смесью других серосодержащих продуктов:

### Другие способы получения дисульфидов
Разложение тиоцианатов в щелочной среде:
{\displaystyle {\mathsf {RSCN+OH^{-}\rightarrow RS^{-}+HOCN}}}
{\displaystyle {\mathsf {RSCN+RS^{-}\rightarrow RSSR+CN^{-}}}}
Реакция тиол-дисульфидного обмена в присутствии триэтиламина:
{\displaystyle {\mathsf {RSH+R'SSR'{\xrightarrow[{}]{(C_{2}H_{5})_{3}N}}RSSR'+R'SH}}}

## Применение
Органические дисульфиды применяются в органическом синтезе, для получения красителей, лекарственных средств и пестицидов. Некоторые дисульфиды используются для ускорения вулканизации каучуков, как регуляторы радикальной полимеризации.